# Ванга (бог)
Вижте пояснителната страница за други значения на Ванга.
Ванга е божество в митологията на ганда, баща на бога на земетресенията Мусиси. Към него се обръщат при болести, нещастия и различни бедствия. Вярва се, че Ванга живее на остров в езерото Виктория. Има развит култ с храм и жреци.
Според мита веднъж Слънцето пада от небето и земята потъва в непрогледна тъмнина, която продължава няколко дни. По молба на цар Джуко Ванга връща Слънцето на мястото му.